# 烏蒂拉
烏蒂拉（西班牙語：Utira），是巴拿馬的城鎮，位於該國中西部，由貝拉瓜斯省的里奧德赫蘇斯區負責管轄，面積48.2平方公里，海拔高度68米，2010年人口314，人口密度每平方公里6.5人。